# Trần Lâm (Tam Quốc)
Trần Lâm (chữ Hán: 陈琳, ? – 217) là nhà văn cuối đời Đông Hán trong lịch sử Trung Quốc, một trong Kiến An thất tử.

## Cuộc đời
Lâm tự Khổng Chương, người huyện Xạ Dương, quận Quảng Lăng .  Cuối thời Hán Linh đế, Lâm được làm chủ bộ của Đại tướng quân Hà Tiến. Bấy giờ Hà Tiến muốn triệu tập mãnh tướng 4 phương về kinh sư, nhằm bức bách Hà thái hậu chấp nhận diệt trừ hoạn quan, Lâm can ngăn: "Kinh Dịch nhắc đến 'Tức lộc vô Ngu' , ngạn ngữ có câu 'bịt mắt bắt sẻ'. Ôi vật nhỏ mọn còn không thể dối mình đã đắc chí, huồng hồ đại sự của nước nhà, há có thể vờ đã xong việc ru? Nay tướng quân nắm hoàng uy, giữ binh quyền, tướng rồng binh cọp, hơn kém tại tâm, đây giống như quạt lò lớn đốt râu tóc vậy. Ôi lánh kinh hợp đạo, trời người xuôi theo, mà ngược lại từ bỏ lợi thế, còn mời gọi người ngoài giúp đỡ. Đại binh tụ hội, kẻ mạnh xưng hùng, có thể nói là cầm ngược can qua, trao cán cho người . Việc ắt không xong, chỉ gây loạn lạc." Hà Tiến không nghe.
Sau cái chết của Hà Tiến, Lâm tị nạn ở Ký Châu, được Viên Thiệu sử làm Điển văn chương. Viên Thiệu vây khốn Đông Quận thái thú Tang Hồng, sai Lâm viết thư khuyên hàng, nhưng Hồng đáp thư cự tuyệt. Viên Thiệu tấn công Tào Tháo, sai Lâm thảo hịch kể tội Tháo, đời sau gọi là "Vi Viên Thiệu hịch Dự Châu văn" (为袁绍檄豫州文), được Ngụy thị xuân thu (魏氏春秋) chép toàn văn. Viên Thiệu mất, Lâm phục vụ Viên Thượng. Tào Tháo vây khốn Thẩm Phối ở Nghiệp, Viên Thượng đến cứu nhưng thất bại, sai Lâm cùng Âm Quỳ xin hàng, bị Tào Tháo từ chối.
Anh em họ Viên thất bại, Lâm quy hàng Tào Tháo. Tào Tháo hỏi Lâm khi xưa làm hịch kể tội mình thì thôi, sao lại sỉ nhục đến tổ tông 3 đời của Tháo, ông tạ tội. Tào Tháo yêu tài nên không truy cứu, lấy Lâm làm Tư không Quân mưu tế tửu, quản ký thất. Công văn của Tào Tháo, đều do Lâm cùng Nguyễn Vũ làm ra. Về sau Lâm được dời làm Môn hạ đốc.
Năm Kiến An thứ 22 (217), Lâm cùng Lưu Trinh, Ứng Sướng, Từ Cán đều chết vì bệnh dịch.

## Tác phẩm
Trương Phổ (张溥, đời Minh) tập hợp tác phẩm của Lâm, làm ra Trần ký thất tập (陈记室集), về sau được đưa vào Hán Ngụy Lục triều Bách tam gia tập (汉魏六朝百三家集).
Tác phẩm tiêu biểu của Lâm về thi ca có "Ẩm mã Trường Thành quật hành" (饮马长城窟行) miêu tả khổ nạn do lao dịch nặng nề gây ra đối với nhân dân cùng khổ, chịu ảnh hưởng của Nhạc phủ rất nhiều, có ý nghĩa hiện thực sâu sắc. Về tản văn, ngoài "Vi Viên Thiệu hịch Dự Châu văn", còn có "Vi Tào Hồng dữ thế tử thư" (为曹洪与世子书), thể hiện văn phong hùng tráng, văn khí dào dạt, bút lực mãnh mẽ. Tào Phi gởi thư cho Ngô Chất (Hựu dữ Ngô Chất thư/又与吴质书), khen văn của Lâm rất khỏe . Về từ phú, có "Võ quân phú" (武军赋) ca ngợi chiến công Viên Thiệu tiêu diệt Công Tôn Toản, có "Thần võ phú" (神武赋) ca ngợi chiến công Tào Tháo bắc chinh Ô Hoàn.

## Đánh giá
Lâm được Tào Phi xếp vào nhóm 7 văn xuất chúng bậc nhất cuối đời Đông Hán, đời sau gọi là Kiến An thất tử.

## Thành ngữ, điển tích liên quan
- Yểm mục bộ tước (掩目捕雀, tạm dịch: bịt <yểm> mắt <mục> bắt <bộ> sẻ <tước>) miêu tả một người tự che mắt mình rồi chụp bắt chim sẻ, cho rằng mình không nhìn thấy sẻ thì sẻ cũng không nhìn thấy mình; ý nói tự lừa dối chính mình.
- Cổ hồng lô liệu mao phát (鼓洪炉燎毛发, tạm dịch: quạt <cổ, tức 鼓风/cổ phong/quạt gió> lò lớn <hồng lô> đốt <liệu> lông tóc <mao phát>) hay Hồng lô liệu phát, ý nói việc rất dễ dàng thành công.
- Văn dũ đầu phong (文癒头风, tạm dịch: văn chữa khỏi <dũ> chứng đau đầu <đầu phong>). Tào Tháo vốn có bệnh đau đầu, vào đúng ngày bài hịch của Lâm truyền đến Hứa Xương thì bệnh ấy tái phát. Tháo phải nằm đọc hịch văn của Lâm, rồi toát mồ hôi mà đứng dậy, nói: "Cái này chữa khỏi bệnh của ta." [7][8]

## Hình tượng văn học
Trong Tam quốc diễn nghĩa, Trần Lâm xuất hiện ở hồi thứ 2: Trương Dực Đức giận đánh Đốc bưu; Hà quốc cữu mưu giết Hoạn thụ, khuyên can Hà Tiến. Ở hồi 22: Viên, Tào đều cất ba quân mã bộ; Quan, Trương cùng bắt hai tướng Vương, Lưu, Viên Thiệu sai Trần Lâm làm bài hịch kể tội Tào Tháo. Ở hồi 32: Cướp Ký Châu, Viên Thượng tranh hùng; Khơi sông Chương, Hứa Du hiến kế, Tào Tháo phá được Nghiệp, bắt sống Trần Lâm. Tháo hỏi Lâm: "Trước mày làm bài hịch cho Bản Sơ, kể tội tao ra cũng được, nhưng sao lại dám nói nhục đến cả ông cha tao?" Trần Lâm đáp: "Mũi tên đặt trên dây cung, không thể không bắn đi được." Tả hữu khuyên Tào Tháo giết đi. Tháo tiếc là người có tài, cho làm tòng sự.
Nhìn chung hình tượng của Lâm được mô tả sát với sử sách.